# Hertz Jospa
Pour les articles homonymes, voir Jospa.

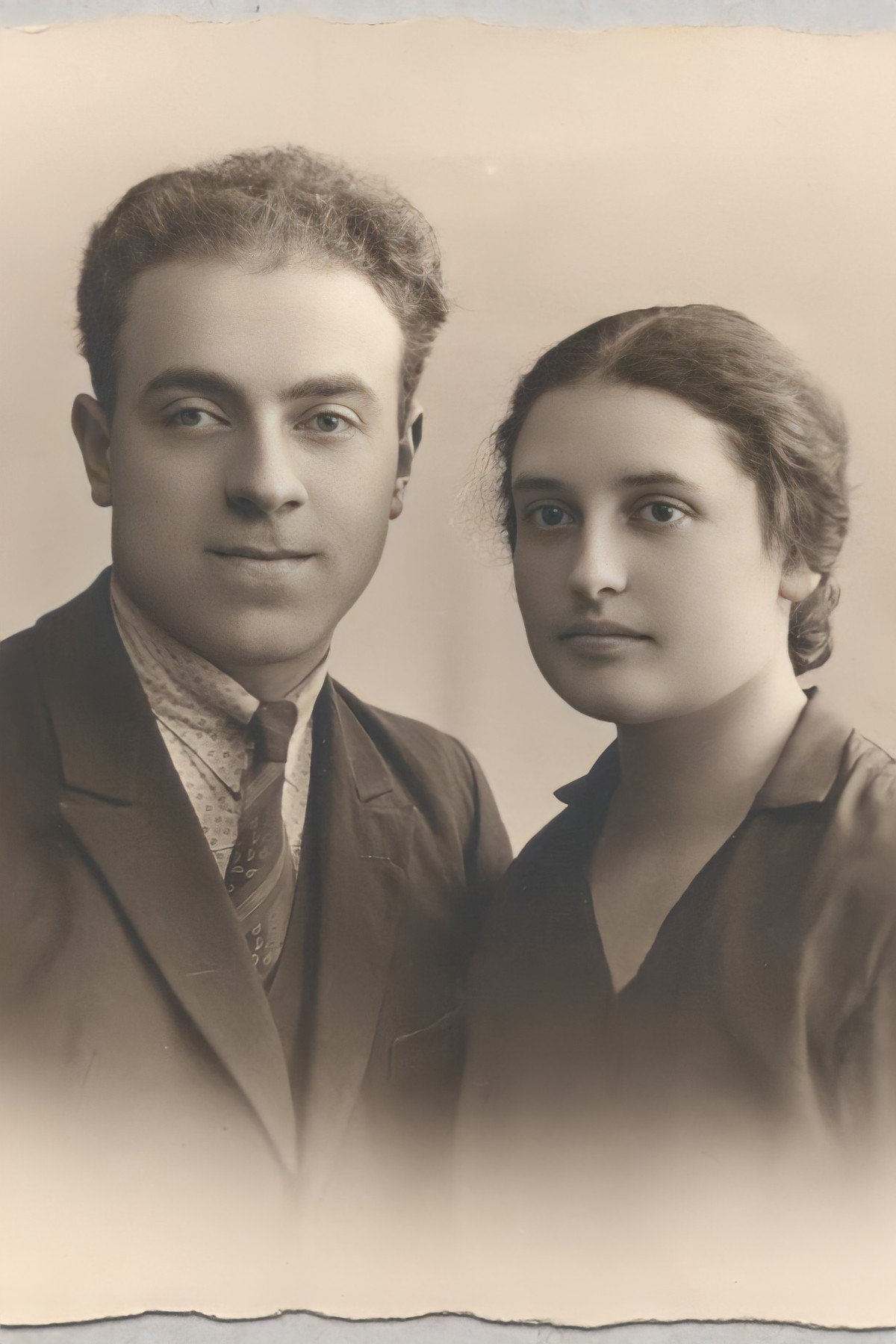
Hertz et Yvonne Have Jospa-Groisman

Hertz Jospa, né à Rezina en Bessarabie en 1904 et mort à Bruxelles en 1966, est un résistant communiste et militant antiraciste belge. En septembre 1942, il fonde, avec son épouse, Yvonne Jospa, le Comité de Défense des Juifs (CDJ), qui sauvera plus de 3 000 enfants juifs de la déportation et de la mort. Membre du Comité national du front de l'indépendance, il assurait la liaison entre le CDJ, le front de l'indépendance et de sa branche armée : l'Armée belge des partisans.

## Biographie
Hertz Jospa nait à Rezina (aujourd'hui en Moldavie) en 1904 de parents juifs bessarabes. En 1921, son père l’envoie en Belgique pour y accomplir des études à l'université de Liège. Il est diplômé en 1926 (ingénieur des mines). En octobre 1933, il épouse Yvonne Jospa. Elle aussi est originaire de Bessarabie et vient de terminer ses études à Liège. Le jour de leur mariage, ils s'inscrivent au Parti communiste belge. En 1940, il est mobilisé en France et est de retour en Belgique en septembre. C'est alors qu'il entre au Front de l'indépendance qui le charge, sur ses conseils, de créer le Comité de défense des Juifs fin 1941. Ce comité aide des milliers de juifs à passer dans la clandestinité. En avril 1943, il contribue à l'attaque d'un convoi de déportation en mettant en contact son ami Youra Livchitz et Richard Altenhoff, le responsable de l'armement du Groupe G. 17 juifs échappent ainsi à une mort certaine. Le 21 juin 1943, il est arrêté par la Gestapo qui l'emprisonne au Fort de Breendonk. En mars 1944, il est déporté à Buchenwald. Son épouse, sans nouvelle, le croit mort. Il est libéré par les alliés en mai 1945 et est de retour à Bruxelles le 8 mai 1945. Après la guerre, il milite au sein de Solidarité juive. De 1954 à 1963, il occupe un siège à la commission de contrôle politique du Parti communiste belge.
En 1964, il fonde avec son épouse l'« Union des Anciens résistants juifs de Belgique » dont il est le président. Ils sont également les fondateurs de l'aile belge du Mouvement contre le racisme et pour l'amitié entre les peuples fondé à Paris en 1949. Le mouvement est rebaptisé en 1966 : Mouvement contre le racisme, l'antisémitisme et la xénophobie (MRAX).
Hertz Jospa décède en 1966.